# Cardamine flexuosa
Cardamine flexuosa es una especie de planta de flores perteneciente a la familia Brassicaceae. Es nativa del Reino Unido.

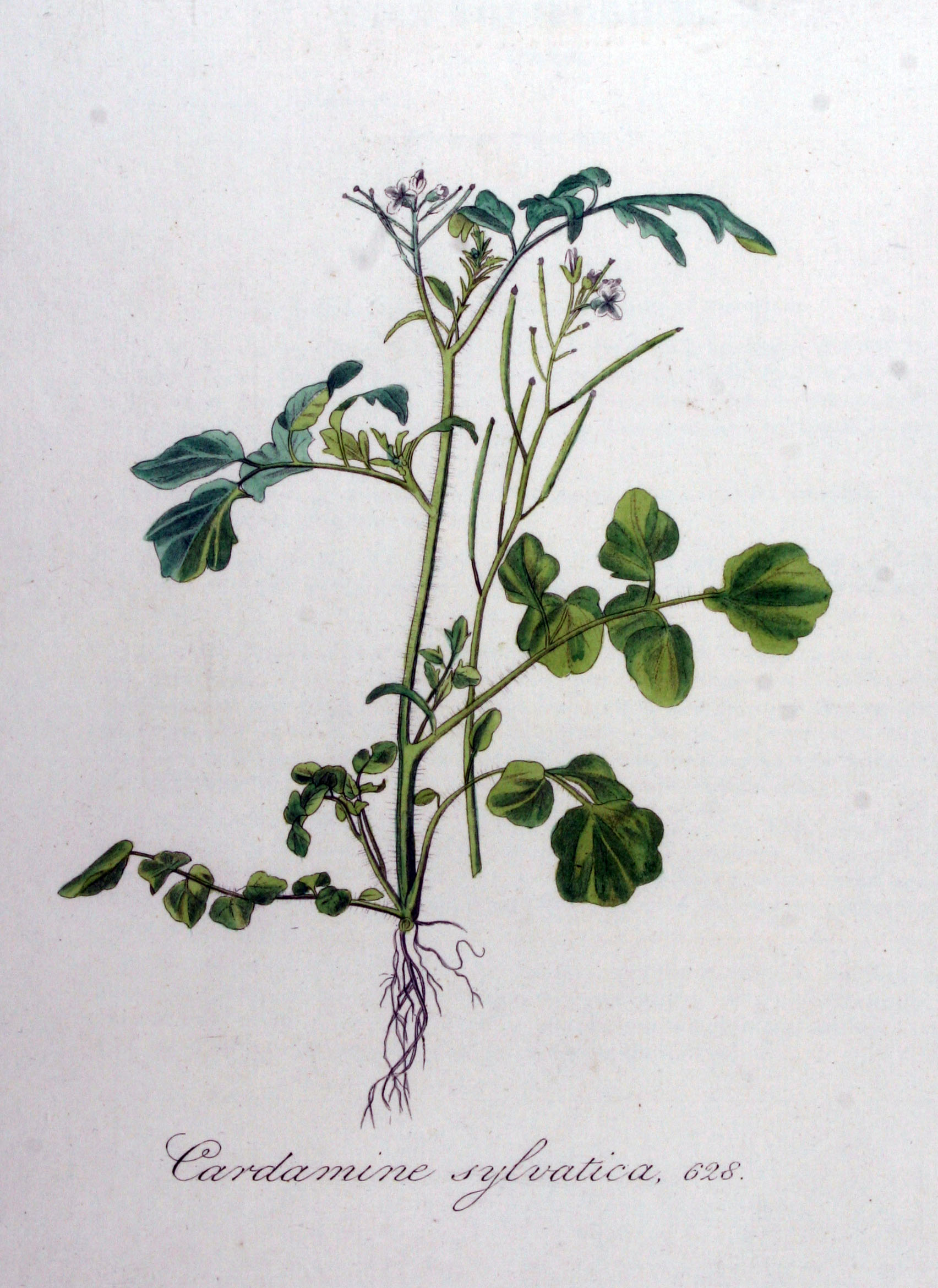
Ilustración

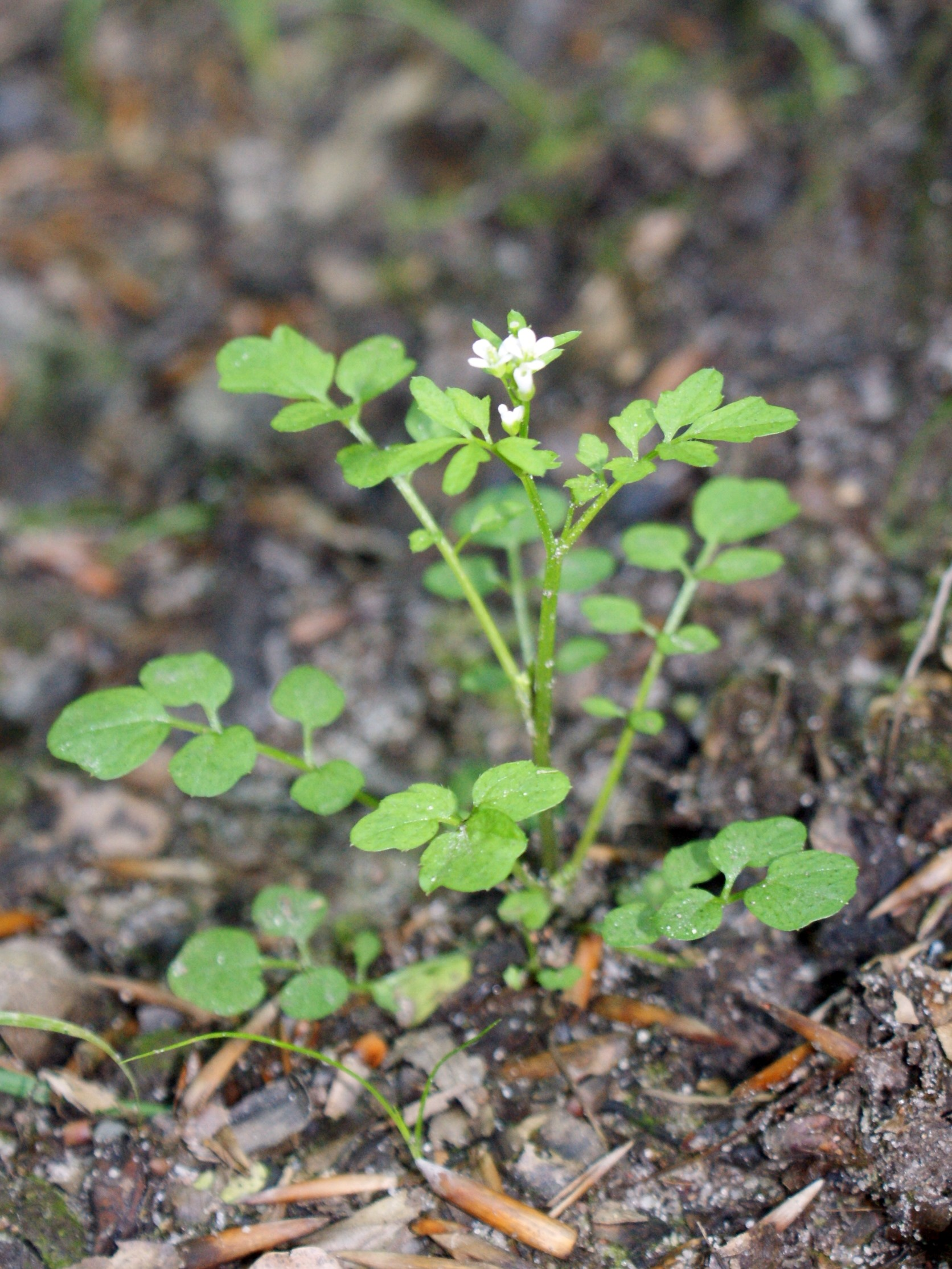
Vista de la planta

## Descripción
Es una planta herbácea perenne que alcanza los 10-50 cm de altura con flores hermafroditas, con pocos tallos erectos cortos. Las hojas pinnadas, sobre todo en la base, cada una con cerca de 5 pares de folíolos redondeados. Flores muy pequeñas, blancas, de 3-4 mm de ancho con 6 estambres. Las frutas generalmente no rebasan las flores - una característica que la distingue de Cardamine hirsuta.

## Taxonomía
Cardamine flexuosa fue descrita por William Withering y publicado en An Arrangement of British Plants, Third Edition 3: 578–579. 1796.
Etimología
Cardamine: nombre genérico que deriva del griego kardamon  = "cardamomo" - una planta independiente en la familia del jengibre, usado como condimento picante en la cocina. 
flexuosa: epíteto latino que significa "flexible".
Sinonimia
- Barbarea arisanensis (Hayata) S.S.Ying
- Cardamine arisanensis Hayata
- Cardamine debilis D.Don
- Cardamine decurrens Zoll. & Moritzi
- Cardamine drymeja Schur
- Cardamine duraniensis Revel ex Des Moul.
- Cardamine fallax var. glabra Nakai
- Cardamine hamiltonii G.Don
- Cardamine konaensis H.St.John
- Cardamine muscosa Vahl ex DC.
- Cardamine nasturtioides D.Don
- Cardamine occulta Hornem.
- Cardamine pusilla Schur
- Cardamine scutata subsp. flexuosa (With.) H.Hara
- Cardamine setigera Tausch
- Cardamine sylvatica Link
- Cardamine zollingeri Turcz.
- Nasturtium obliquum Zoll.
- Pteroneurum decurrens Blume[4]